# 清水久継
清水 久継（しみず ひさつぐ）は、日本の外交官。ハガッニャ総領事を経て、2016年から2019年まで駐モーリタニア特命全権大使を務めた。

## 経歴・人物
大阪府出身。1975年神戸商船大学（現神戸大学海事科学部）中退、外務省入省。在イエメン日本国大使館参事官、在ヨルダン日本国大使館参事官等を経て、2012年ハガッニャ総領事。2016年から駐モーリタニア特命全権大使を務め、首都ヌアクショットで、空港への航空保安機材の支援を内容とする、供与額2億円の無償資金協力に関する書簡の交換を行うなどした。2019年退任。